# جهانبخش سلطانی
جهانبخش سلطانی (زادهٔ ۱۳۳۰ در اصفهان) هنرپیشه ایرانی است.
وی بازی در تئاتر را از سال ۱۳۴۵ شروع کرد و بازی در سینما را در سال ۱۳۶۷ با فیلم افق شروع نمود.
سلطانی بخاطر بازی در فیلم شرم ، برنده سیمرغ بلورین بهترین بازیگر نقش دوم مرد جشنواره فیلم فجر در سال ۱۳۷۱ شد.

## فیلم‌شناسی

### سینمایی
1. زمانی برای شکفتن (۱۳۹۲)
2. دل بی‌قرار (۱۳۹۱)
3. شانهٔ دوست (۱۳۹۰)
4. خانواده ارنست (۱۳۸۸)
5. کودکانه (۱۳۸۱)
6. نوروز (۱۳۸۰)
7. افسانه پوپک طلائی (۱۳۷۷)
8. باشگاه سری (۱۳۷۷)
9. سرعت (۱۳۷۵)
10. آخرین مرحله (۱۳۷۴)
11. بازگشت از بوداپست (۱۳۷۴)
12. شیرین و فرهاد (۱۳۷۴)
13. گروگان (۱۳۷۴)
14. مهریه بی‌بی (۱۳۷۳)
15. پرتگاه (۱۳۷۲)
16. حماسه مجنون (۱۳۷۱)
17. حمله خرچنگ‌ها (۱۳۷۱)
18. سفرنامه شیراز (۱۳۷۱)
19. صبح روز بعد (۱۳۷۱)
20. شرم (۱۳۷۰)
21. عملیات کرکوک (۱۳۷۰)
22. الماس بنفش (۱۳۶۸)
23. بچه‌های طلاق (۱۳۶۸)
24. شب دهم (۱۳۶۸)
25. افق (۱۳۶۷)

### تلویزیونی
| سال تولید | فیلم/سریال            | کارگردان                    |
| --------- | --------------------- | --------------------------- |
| ۱۳۹۹      | کامیون                | مسعود اطیابی                |
| ۱۳۹۷      | سر دلبران             | محمدحسین لطیفی              |
| ۱۳۹۳      | رشید حرفه‌ای           | مجید کاشی فروشان            |
| ۱۳۹۰      | بگو که هستم           | اکبر منصور فلاح             |
| ۱۳۸۳-۱۳۸۷ | یوسف پیامبر           | فرج‌الله سلحشور              |
| ۱۳۸۶      | که عشق آسان نمود اول  | جهانبخش سلطانی              |
| ۱۳۸۲      | برگه‌های سفید          | شفیع آقامحمدیان             |
| ۱۳۸۱      | نوعروس                | بیژن میرباقری               |
| ۱۳۸۱      | گل‌های آبی             | محمدجواد کاسه‌ساز            |
| ۱۳۸۰      | چشم‌های آبی زهرا       | علی درخشی                   |
| ۱۳۸۰      | تب                    | عباس مرادیانمصطفی پور حامدی |
| ۱۳۸۲–۱۳۷۹ | آتش و شبنم            | محمد ابراهیم سلطانی‌فر       |
| ۱۳۷۹      | خواب دیدم کودکی ام را | مرتضی شاملی                 |
| ۱۳۷۹      | یاس‌های کوچک           | حمید بهمنی                  |
| ۱۳۷۹      | آتش دل                | فریال بهزاد                 |
| ۱۳۷۷      | عروسی ۷۷              | مهرداد پوراحمد              |
| ۱۳۷۷      | سواران جنوب           | جهانگیر جهانگیری            |
| ۱۳۷۶      | مردان آنجلس           | فرج‌الله سلحشور              |
| ۱۳۷۵      | سرنخ                  | کیومرث پوراحمد              |
| ۱۳۷۴      | فرار                  | رحیم رحیمی‌پور               |
| ۱۳۶۹      | قصه‌های مجید           | کیومرث پوراحمد              |